# Семиозёрки
Семиозёрки — деревня в Томской области, с 1997 года входит в состав городского округа ЗАТО Северск (внегородские территории), ранее входила в состав Томского района. Население 27 чел. (2021) .

## История
Появилась деревня в конце XIX века
17 марта 1997 года, согласно указу президента России, было образовано закрытое административно-территориальное образование (ЗАТО) Северск, в состав которого вошла и деревня.
В настоящее время фактически представляет собой общество садоводов-любителей.

## География
Озёра Митрево, Мальцево.
Площадь территории — 22 гектара.

## Население
| 2012 | 2013 | 2014 | 2015 | 2021 |
| ---- | ---- | ---- | ---- | ---- |
| 13   | →13  | →13  | →13  | ↗27  |

## Известные уроженцы и жители
В деревне родился российский фаготист и музыкальный педагог В. М. Бубнович.

## Инфраструктура
Садоводчество.

## Транспорт
Автомобильный транспорт.